# Alectis alexandrina
Alectis alexandrina es una especie de peces de la familia Carangidae en el orden de los Perciformes.

## Morfología
Los machos pueden llegar alcanzar los 100 cm de longitud total y los 3.170 g de peso.

## Distribución geográfica
Se encuentra en las  costas del Atlántico oriental (desde el Marruecos hasta Angola) y el sur del Mar Mediterráneo.